# Hagnicourt
Hagnicourt – to miejscowość i gmina we Francji, w regionie Grand Est, w departamencie Ardeny.
Według danych na rok 1990 gminę zamieszkiwało 59 osób, a gęstość zaludnienia wynosiła 10 osób/km².

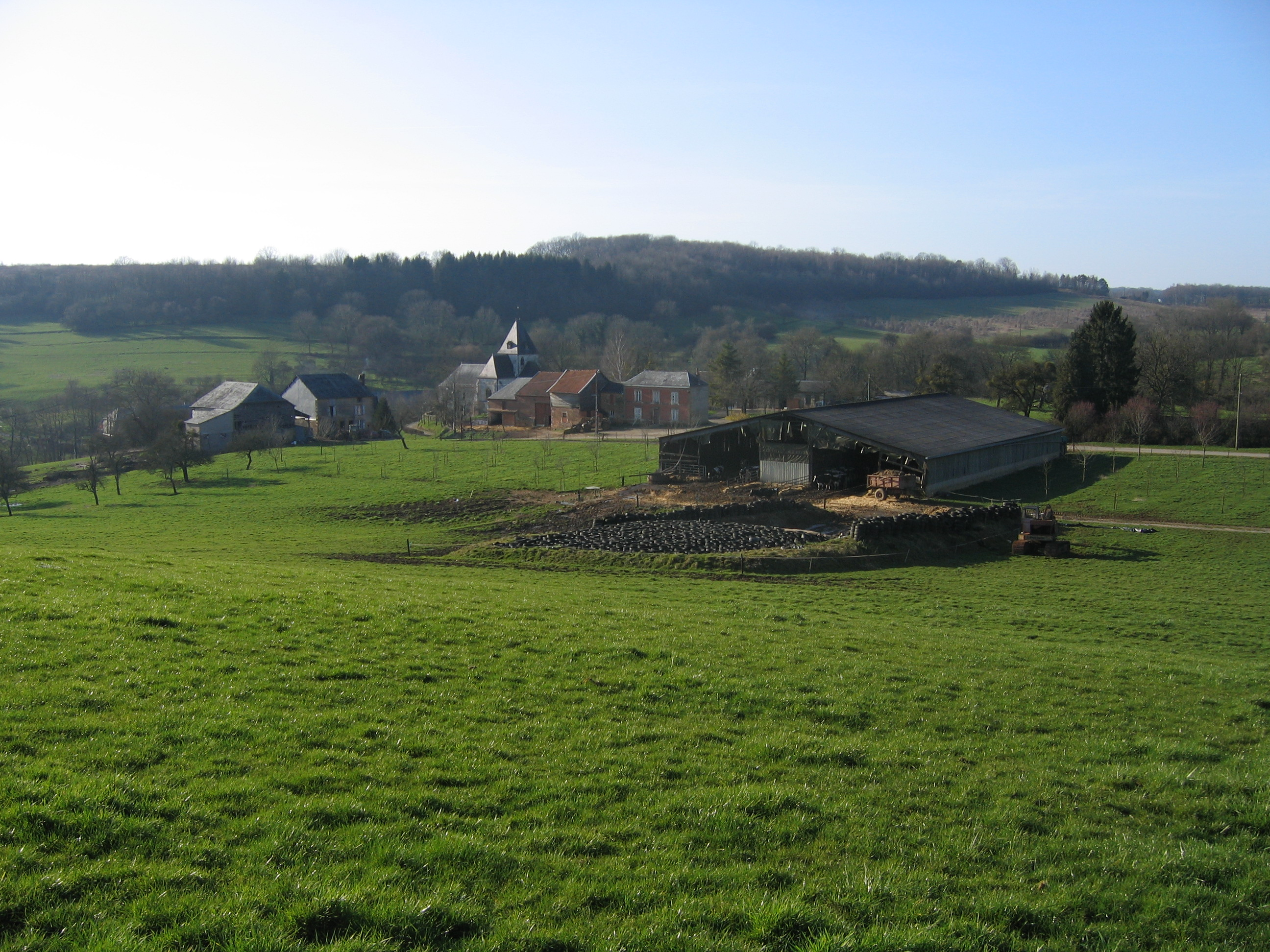
Hagnicourt, 2007